# Erioptera subhistrio
Erioptera subhistrio är en tvåvingeart som beskrevs av Alexander 1967. Erioptera subhistrio ingår i släktet Erioptera och familjen småharkrankar.
Artens utbredningsområde är Ecuador. Inga underarter finns listade i Catalogue of Life.